# Luis Peru de Lacroix

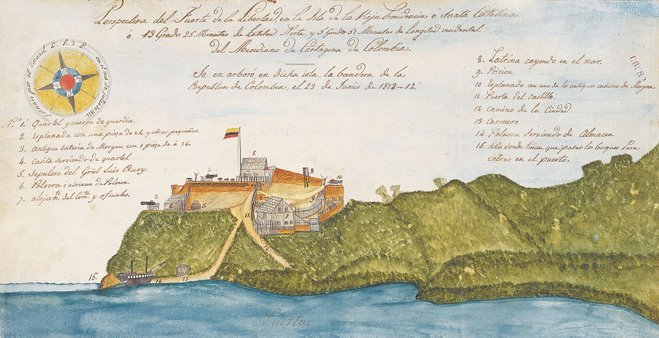
Pintura de Luis Peru de Lacroix mostrando a fortaleza do pirata francês Louis Michel Aury na ilha La Providencia, hoje Colômbia.

Luis Peru de Lacroix (Montélimar, 14 de setembro de 1780 — Paris, janeiro de 1837) foi um general francês que combateu no exército de Napoleão I na Europa e no de Simón Bolívar nas Américas. A sua proximidade a este último converteu-o num das testemunhas oculares mais célebres do Libertador.

## Vida
O seu nome completo era Jean Louis Michel Perou de LaCroix Massier e nasceu a 14 de setembro de 1780 em Montélimar, França. Os seus pais eram Jean Baptiste Lorence Agricol Perou e Jeanne Massier. Estudou numa escola militar em Brienne-le-Château e logo foi admitido na École Royale Militaire de Paris. Viveu em Nápoles entre 1810 e 1812. Combateu no exército de Napoleão I e Joachim Murat e participou na campanha contra a Rússia de 1812.

## Nas Américas
Em 1816 deixou a Europa para radicar-se nas Américas, especificamente na Colômbia. Convidado pelo mesmo General Simón Bolívar em 1823 a unir-se às suas filas, converteu-se cedo em seu confidente e mão direita. Esteve ao lado do Libertador em Bucaramanga durante a Convenção de Ocanha, de onde escreverá em 1828 "O Diário de Bucaramanga" sob petição do Libertador, uma fonte de informação invaluável para os historiadores sobre Bolívar. Em Janeiro de 1825 casou-se com Dores Mutis Amaya em Tunja, a neta de José Celestino Mutis. Morreu em Janeiro de 1837 em Paris.